# Чемпіонат світу з боротьби 1997
Чемпіонат світу з боротьби 1997 складався з трьох окремих чемпіонатів. Змагання з вільної боротьби серед чоловіків пройшли в Красноярську (Росія) з 28 по 31 серпня, серед жінок — в Клермон-Феррані (Франція) з 10 по 12 липня, а змагання з греко-римської боротьби серед чоловіків — у Вроцлаві (Польща) з 10 по 13 вересня.
Було розіграно двадцять два комплекти нагород — по вісім у греко-римській та вільній боротьбі серед чоловіків, та шість — в жіночій боротьбі.

## Загальний медальний залік
| Місце                | Країна               | Золото | Срібло | Бронза | Загалом |
| -------------------- | -------------------- | ------ | ------ | ------ | ------- |
| 1                    | Росія                | 5      | 3      | 2      | 10      |
| 2                    | Туреччина            | 3      | 2      | 0      | 5       |
| 3                    | Іран                 | 2      | 0      | 1      | 3       |
| 3                    | Франція              | 2      | 0      | 1      | 3       |
| 5                    | США                  | 1      | 4      | 0      | 5       |
| 6                    | Куба                 | 1      | 1      | 2      | 4       |
| 7                    | Японія               | 1      | 1      | 1      | 3       |
| 8                    | Вірменія             | 1      | 1      | 0      | 2       |
| 8                    | Південна Корея       | 1      | 1      | 0      | 2       |
| 10                   | Польща               | 1      | 0      | 3      | 4       |
| 11                   | КНР                  | 1      | 0      | 1      | 2       |
| 11                   | Казахстан            | 1      | 0      | 1      | 2       |
| 11                   | Канада               | 1      | 0      | 1      | 2       |
| 14                   | Фінляндія            | 1      | 0      | 0      | 1       |
| 15                   | Німеччина            | 0      | 2      | 3      | 5       |
| 16                   | Угорщина             | 0      | 2      | 0      | 2       |
| 17                   | Україна              | 0      | 1      | 1      | 2       |
| 18                   | Білорусь             | 0      | 1      | 0      | 1       |
| 18                   | Норвегія             | 0      | 1      | 0      | 1       |
| 18                   | Північна Корея       | 0      | 1      | 0      | 1       |
| 18                   | Узбекистан           | 0      | 1      | 0      | 1       |
| 22                   | Болгарія             | 0      | 0      | 2      | 2       |
| 23                   | Грузія               | 0      | 0      | 1      | 1       |
| 23                   | Румунія              | 0      | 0      | 1      | 1       |
| 23                   | Швеція               | 0      | 0      | 1      | 1       |
| Загалом (25 збірних) | Загалом (25 збірних) | 22     | 22     | 22     | 66      |

## Командний залік
| Місце | Вільна боротьба, чоловіки | Вільна боротьба, чоловіки | Греко-римська боротьба, чоловіки | Греко-римська боротьба, чоловіки | Вільна боротьба, жінки | Вільна боротьба, жінки |
| Місце | Команда                   | Очки                      | Команда                          | Очки                             | Команда                | Очки                   |
| ----- | ------------------------- | ------------------------- | -------------------------------- | -------------------------------- | ---------------------- | ---------------------- |
| 1     | Росія                     | 61                        | Росія                            | 60                               | Японія                 | 44                     |
| 2     | Україна                   | 45                        | Туреччина                        | 38                               | Франція                | 41                     |
| 3     | Іран                      | 40                        | Німеччина                        | 31                               | США                    | 33                     |
| 4     | Куба                      | 30                        | Болгарія                         | 28                               | КНР                    | 25                     |
| 5     | Туреччина                 | 29                        | Куба                             | 25                               | Німеччина              | 25                     |
| 6     | США                       | 29                        | Україна                          | 25                               | Росія                  | 24                     |
| 7     | Узбекистан                | 25                        | Угорщина                         | 24                               | Норвегія               | 22                     |
| 8     | Південна Корея            | 20                        | Казахстан                        | 22                               | Канада                 | 21                     |
| 9     | Казахстан                 | 19                        | Польща                           | 21                               | Україна                | 21                     |
| 10    | Болгарія                  | 18                        | Південна Корея                   | 18                               | Польща                 | 18                     |

## Медалісти

#### Вільна боротьба
| Категорія | Золото                    | Срібло               | Бронза            |
| До 54 кг  | Вільфредо Гарсія          | Чин Чу-Дон КНДР      | Маулен Мамиров    |
| До 58 кг  | Мохаммад Талаей Іран      | Раміль Ісламов       | Гіві Сісаурі      |
| До 63 кг  | Аббас Хаджкенарі          | Кері Колат           | Магомед Азізов    |
| До 69 кг  | Араїк Геворгян            | Хван Сан Хо          | Заза Зазіров      |
| До 76 кг  | Бувайсар Сайтієв          | Александер Ляйпольд  | Мирослав Гочев    |
| До 85 кг  | Лес Гатчес                | Ельдар Асанов        | Аліреза Хейдарі   |
| До 97 кг  | Курамагомед Курамагомедов | Ахмет Догу Туреччина | Ельдар Куртанідзе |
| До 130 кг | Зекерія Гючлю             | Алексіс Родрігес     | Давид Мусульбес   |

#### Греко-римська боротьба
| Категорія | Золото               | Срібло              | Бронза                  |
| До 54 кг  | Еркан Їлдиз          | Ваган Джугарян      | Альфред Тер-Мкртчян     |
| До 58 кг  | Юрій Мельниченко     | Рафік Симонян       | Армен Назарян           |
| До 63 кг  | Шереф Ероглу         | Микола Монов        | Влодзімеж Завадський    |
| До 69 кг  | Сон Сан Піль         | Олександр Третьяков | Ендер Мемет             |
| До 76 кг  | Марко Юлі-Ханнуксела | Тамаш Берзіца       | Філіберто Аскуй Агілера |
| До 85 кг  | Сергій Цвир          | Гамза Єрлікая       | Томас Цандер            |
| До 97 кг  | Георгій Когуашвілі   | Анатолій Федоренко  | Анджей Вронський        |
| До 130 кг | Олександр Карелін    | Міхай Деак-Бардош   | Ектор Міліан            |

### Жіноча боротьба
| Категорія | Золото            | Срібло         | Бронза          |
| До 46 кг  | Чжун Сіює         | Метте Барлі    | Фара Туші       |
| До 51 кг  | Йоанна Пясецька   | Шеннон Вільямс | Міхо Адаті      |
| До 56 кг  | Анна Гоміс        | Маріко Сімідзу | Сара Ерікссон   |
| До 62 кг  | Ліз Легран        | Штефані Гросс  | Малгожата Басса |
| До 68 кг  | Крістін Нордхаген | Сандра Бечер   | Ніна Енгліх     |
| До 75 кг  | Кьоко Хамаґуті    | Крісті Марано  | Лю Дунфен       |